# 阿尔及利亚－意大利输气管道
阿尔及利亚－意大利输气管道是一条从阿尔及利亚出發经突尼西亞-西西里岛然后抵達意大利本土的天然气管道。该管道還有一條終點位於斯洛文尼亚的支線，來自阿尔及利亚的天然气可以输送至此。

## 历史
20世紀60年代，有人希望能建設一條從阿尔及利亚出發直抵意大利的管道。1969年，人們對管道进行初步可行性研究，并于1970年进行第一次勘测。1974年至1975年，人們在地中海鋪設管道。1977年，各國簽署了相關协议。
1997年秋天，一次恐怖袭击导致阿尔及利亚境內的管道中断了五天。 